# Nina Omilian
Nina Omilian (früher: Nina Bubach) (* 17. Oktober 1975 in Stuttgart) ist eine deutsche Sängerin, Schauspielerin und Bühnenautorin.

## Biografie
Nina Omilian studierte klassischen Gesang an der Hochschule für Musik und Darstellende Kunst Stuttgart, am Mozarteum in Salzburg und an der Robert-Schumann-Musikhochschule in Düsseldorf, wo sie 2003 ihr Studium abschloss. Zuvor hatte sie bereits Stipendien vom Italienischen Kulturinstitut Dante Alighieri, Rom, der Richard-Wagner-Stiftung und des Blue Lake Fine Arts Camps, Michigan, USA erhalten.
Noch vor ihrem Diplom wurde sie 2001 als Solistin (Lyrischer Sopran) an das Oldenburgische Staatstheater und parallel an die Freilichtbühne in Tecklenburg engagiert. Seit 2004 ist Nina Omilian freiberufliche Sängerin und Schauspielerin. Recitals sang sie unter anderem in der Berliner Philharmonie mit den Berliner Symphonikern, mit der Württembergischen Philharmonie Reutlingen und den Kaliningrader Sinfonikern. 2008 wechselte sie vom Sopran ins Mezzofach.
2007 gab sie ihr Debüt als Theaterautorin mit dem Stück Sein Bildnis wunderselig – Clara Schumann und die Erinnerung, das im Rahmen der Robert-Schumann-Festtage 2007 in Leipzig uraufgeführt wurde. Im Herbst 2014 veröffentlichte Omilian ihr erstes Solo-Album „PURE“ mit Coverversions berühmter Kollegen aus dem Singer-Songwriter-Genre, wie Joni Mitchell, Janis Ian, Kate Bush, Randy Newman u. a. 2015 veröffentlichte sie die Single Meerwärts, ein begleitender Song für die sinfonische Dichtung Die Havel des Komponisten Marian Lux, für den sie den Text verfasst hatte. 2016 erschien mit Herzoffen ein erster Band mit Gedichten, den Martin Keune gestaltete und fotografisch bebilderte.
2017 wurde Omilians Musiktheaterstück „Sein Bildnis wunderselig – Clara Schumann und die Erinnerung“ am 6. April im Theater Mala scena in Bratislava und am 25. Mai im Theater Kamienica in Warschau in deutscher Sprache aufgeführt, mit Omilian in der Rolle der Clara Schumann und Teresa Hoerl als Erinnerung. Diese Engagements wurden über das Kulturprogramm des deutschen Außenministeriums den Botschaften angeboten. Am 15. August hatte die Villa Wahnfried in Bayreuth, im Rahmen der Bayreuther Festspiele, das Stück ins Programm aufgenommen.
2018 verfasste sie gemeinsam mit der Autorin Juli Zeh die musikalische Lesung „Briefe“. Das Programm wurde im Mai 2018 mit Juli Zeh, Nina Omilian und dem Pianisten Marian Lux im Konzerthaus in Wien uraufgeführt. Die deutsche Premiere fand im November 2018 in Rathenow im Havelland statt, der Wahlheimat der beiden Autorinnen. Die Rolle der Juli Zeh wurde hier von der Schauspielerin Kassandra Knebel übernommen. Der SWR2 produzierte diesen Essay mit den Protagonisten der Uraufführung als Essay unter dem Titel: „Das Huhn auf der Kartoffel. Oder: Vom Recht auf Glück.“, der am 24. Dezember 2018 gesendet wurde.
Anfang 2019 erteilte ihr der Sender SWR2 den Auftrag, einen weiteren Essay zu schreiben. Unter dem Titel „Leicht muss man sein … Lektionen in Demut“ wurde der Beitrag am 22. April 2019 ausgestrahlt. Auch hier sang Omilian begleitend zum Thema des Essays Coversongs und eigene Kompositionen/Texte. 2020 folgte „Anstiftung zur Landsuche“ - gesendet am 29. März 2021. Auch diese beiden Essays wurden von ihr gesprochen.

## Sonstiges
2013 wurde Nina Omilian zur Kulturbotschafterin der Bundesgartenschau 2015 ernannt. Seit 2016 ist sie zudem Naturpark-Botschafterin des Naturparks Westhavelland.

## Gesungene Partien
- Susanna in Le nozze di Figaro (W. A. Mozart)
- Maria in West Side Story (L. Bernstein)
- Adele in Die Fledermaus (J. Strauss)
- Lauretta in Gianni Schicchi (G. Puccini)
- Ottilie in Im weißen Rößl (R. Benatzky)
- Luigia in Viva la Mamma (G. Donizetti)
- Lucilla aus La scala di seta (G. Rossini)
- 2. Niece in Peter Grimes (B. Britten)
- Suor Dolcina aus Suor Angelica (G. Puccini)

## Diskografie
- 2014 I Had A King Timezone TZ269
- 2014 Nina Omilian (pure) Timezone TZ249
- 2015 Meerwärts Timezone TZ1021